# Japanagromyza centrosemae
Japanagromyza centrosemae är en tvåvingeart som beskrevs av Frost 1936. Japanagromyza centrosemae ingår i släktet Japanagromyza och familjen minerarflugor.
Artens utbredningsområde är Panama. Inga underarter finns listade i Catalogue of Life.